# Donnemain-Saint-Mamès
Donnemain-Saint-Mamès est une commune française située dans le département d'Eure-et-Loir en région Centre-Val de Loire.
Ses habitants sont appelés les Mamésien (ne) s.

## Géographie

### Situation

Situation géographique
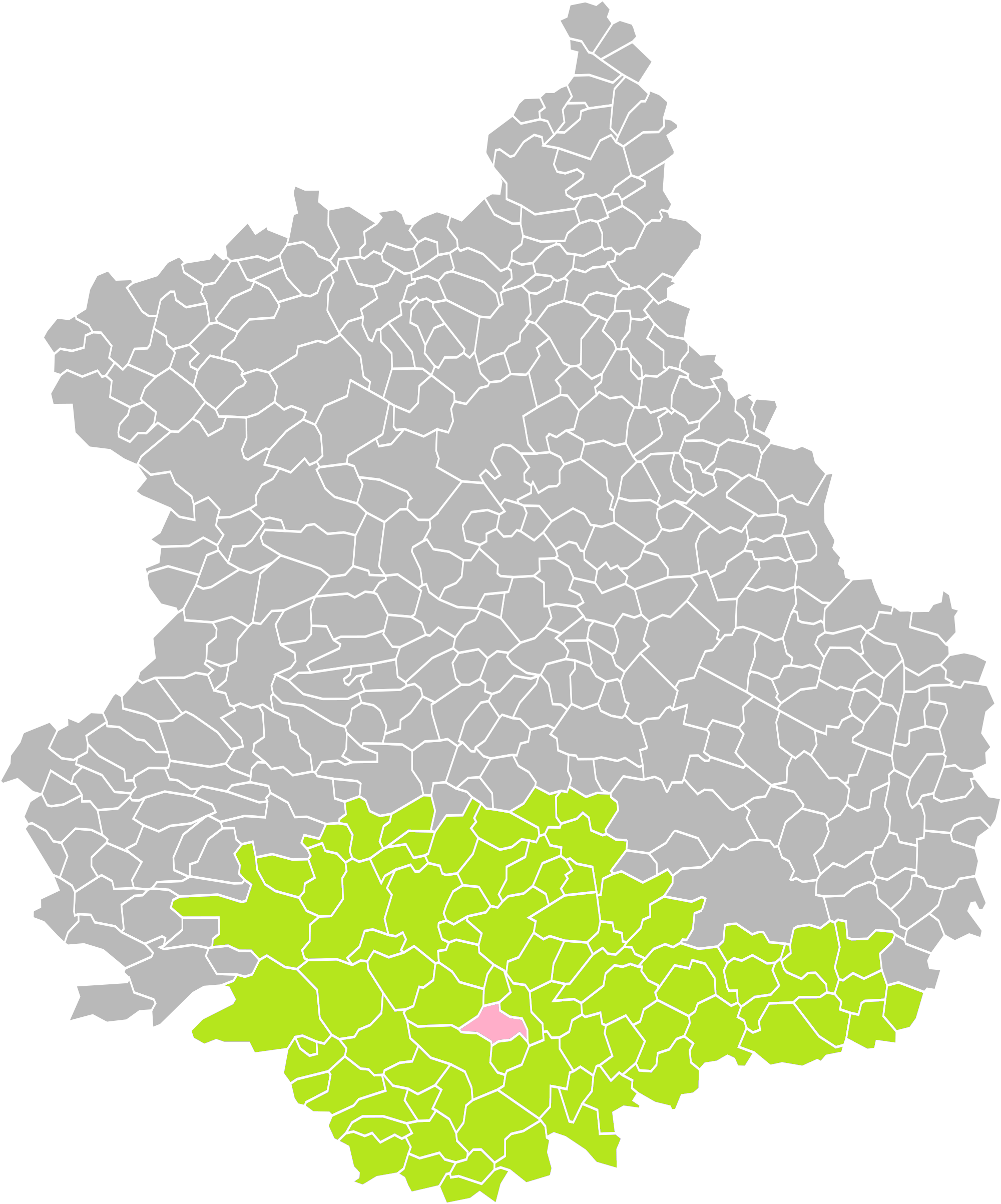
Donnemain-Saint-Mamès dans son arrondissement.
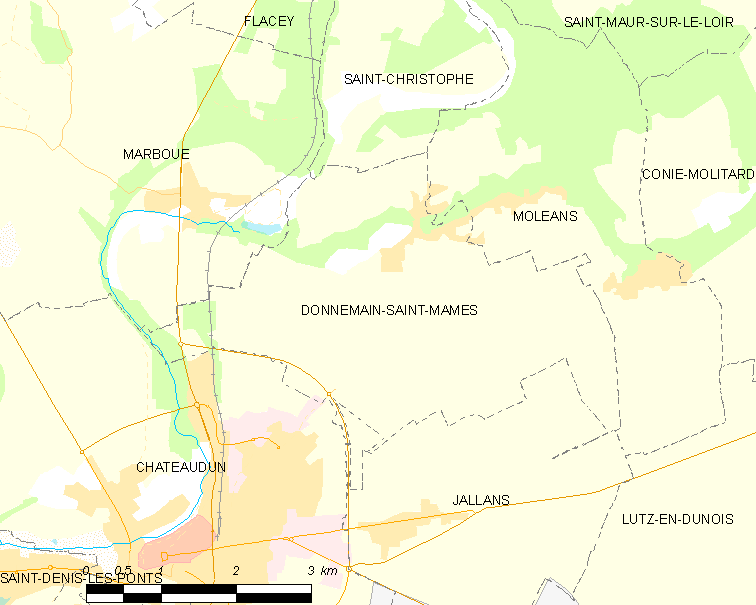
Carte de la commune de Donnemain-Saint-Mamès.

### Communes limitrophes
|            | Saint-Christophe      |         |
| Marboué    | Donnemain-Saint-Mamès | Moléans |
| Châteaudun | Jallans               |         |

### Climat
Pour des articles plus généraux, voir Climat du Centre-Val de Loire et Climat d'Eure-et-Loir.
En 2010, le climat de la commune est de type climat océanique dégradé des plaines du Centre et du Nord, selon une étude du CNRS s'appuyant sur une série de données couvrant la période 1971-2000. En 2020, Météo-France publie une typologie des climats de la France métropolitaine dans laquelle la commune est exposée à un climat océanique altéré et est dans la région climatique  Moyenne vallée de la Loire, caractérisée par une bonne insolation (1 850 h/an) et un été peu pluvieux. 
Pour la période 1971-2000, la température annuelle moyenne est de 10,6 °C, avec une amplitude thermique annuelle de 14,6 °C. Le cumul annuel moyen de précipitations est de 649 mm, avec 10,8 jours de précipitations en janvier et 7,2 jours en juillet. Pour la période 1991-2020, la température moyenne annuelle observée sur la station météorologique de Météo-France la plus proche, « Châteaudun », sur la commune de Jallans à 4 km à vol d'oiseau, est de 11,5 °C et le cumul annuel moyen de précipitations est de 603,3 mm,. Pour l'avenir, les paramètres climatiques de la commune estimés pour 2050 selon différents scénarios d'émission de gaz à effet de serre sont consultables sur un site dédié publié par Météo-France en novembre 2022.

## Urbanisme

### Typologie
Au 1er janvier 2024, Donnemain-Saint-Mamès est catégorisée commune rurale à habitat dispersé, selon la nouvelle grille communale de densité à 7 niveaux définie par l'Insee en 2022.
Elle est située hors unité urbaine. Par ailleurs la commune fait partie de l'aire d'attraction de Châteaudun, dont elle est une commune de la couronne,. Cette aire, qui regroupe 25 communes, est catégorisée dans les aires de moins de 50 000 habitants,.

### Occupation des sols
L'occupation des sols de la commune, telle qu'elle ressort de la base de données européenne d’occupation biophysique des sols Corine Land Cover (CLC), est marquée par l'importance des territoires agricoles (89,2 % en 2018), une proportion sensiblement équivalente à celle de 1990 (89,9 %). La répartition détaillée en 2018 est la suivante : 
terres arables (86,9 %), forêts (7,2 %), zones urbanisées (3,6 %), prairies (2,3 %). L'évolution de l’occupation des sols de la commune et de ses infrastructures peut être observée sur les différentes représentations cartographiques du territoire : la carte de Cassini (XVIIIe siècle), la carte d'état-major (1820-1866) et les cartes ou photos aériennes de l'IGN pour la période actuelle (1950 à aujourd'hui).

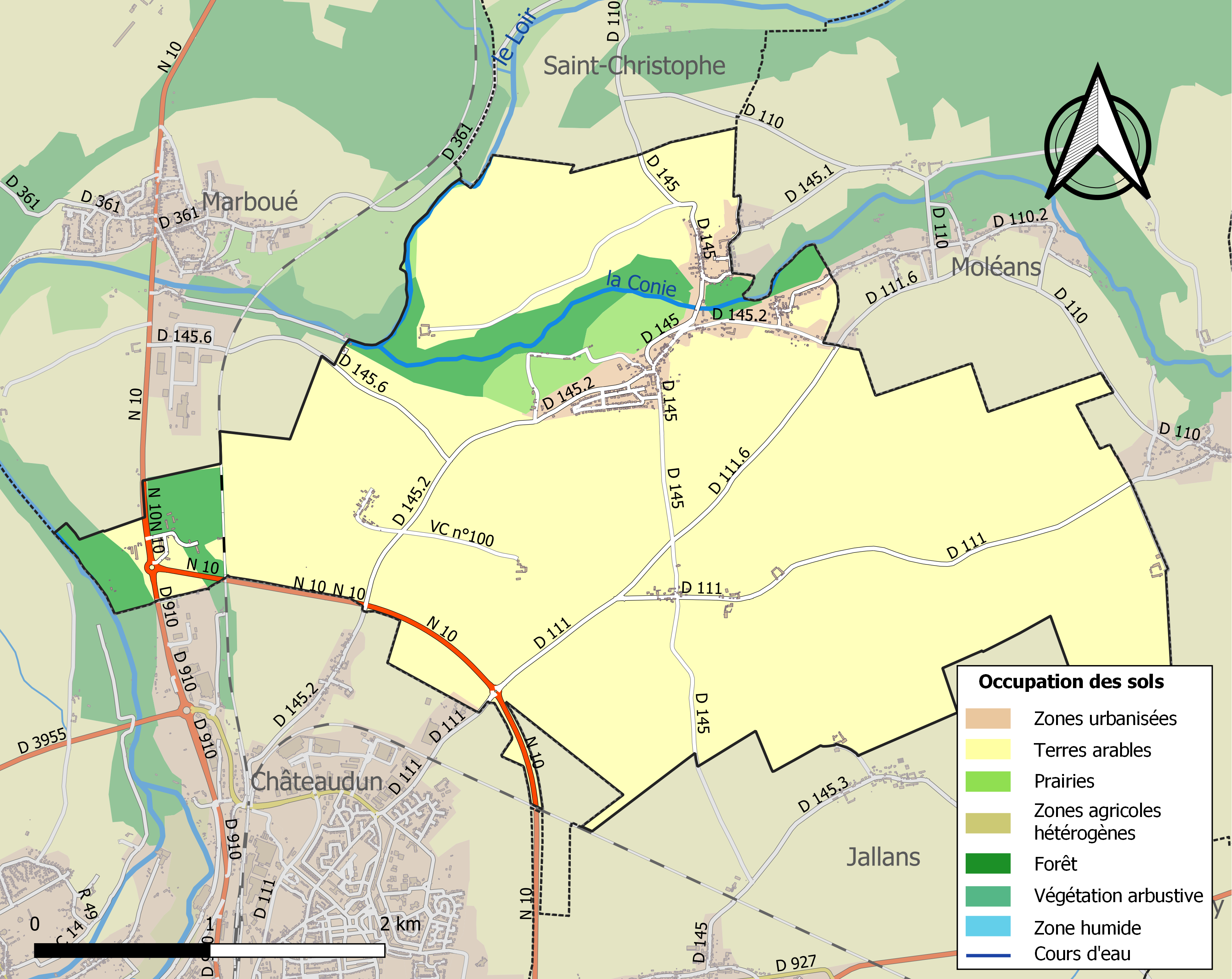
Carte des infrastructures et de l'occupation des sols de la commune en 2018 (CLC).

### Risques majeurs
Le territoire de la commune de Donnemain-Saint-Mamès est vulnérable à différents aléas naturels : météorologiques (tempête, orage, neige, grand froid, canicule ou sécheresse), inondations, mouvements de terrains et séisme (sismicité très faible). Il est également exposé à un risque technologique, le transport de matières dangereuses. Un site publié par le BRGM permet d'évaluer simplement et rapidement les risques d'un bien localisé soit par son adresse soit par le numéro de sa parcelle.

#### Risques naturels
Certaines parties du territoire communal sont susceptibles d’être affectées par le risque d’inondation par débordement de cours d'eau, notamment le Loir et la Conie. La commune a été reconnue en état de catastrophe naturelle au titre des dommages causés par les inondations et coulées de boue survenues en 1995 et 1999,.

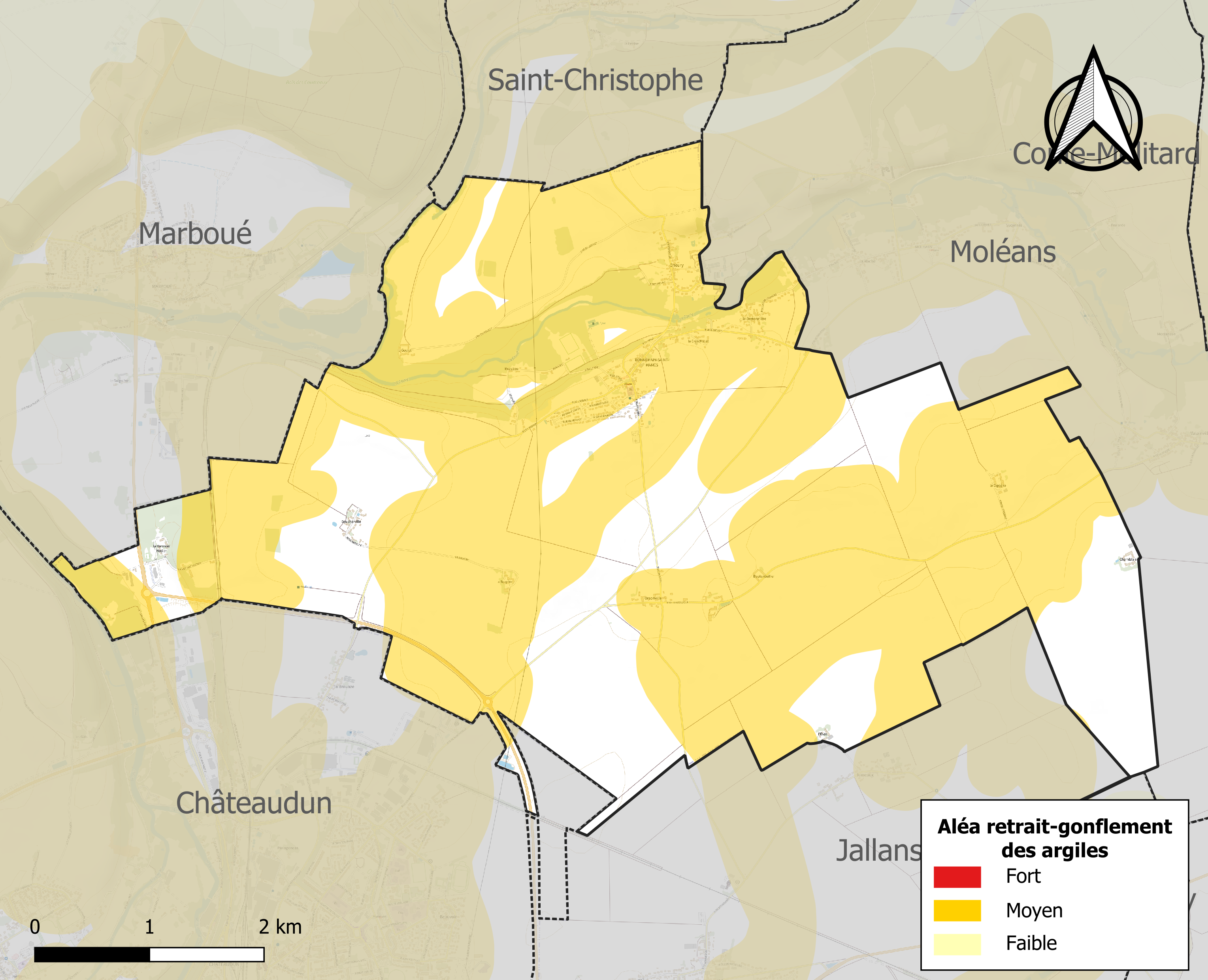
Carte des zones d'aléa retrait-gonflement des sols argileux de Donnemain-Saint-Mamès.

Les mouvements de terrains susceptibles de se produire sur la commune sont des mouvements de sols liés à la présence d'argile, des affaissements et effondrements liés aux cavités souterraines (hors mines) et des effondrements généralisés. L'inventaire national des cavités souterraines permet de localiser celles situées sur la commune.
Le retrait-gonflement des sols argileux est susceptible d'engendrer des dommages importants aux bâtiments en cas d’alternance de périodes de sécheresse et de pluie. 74,6 % de la superficie communale est en aléa moyen ou fort (52,8 % au niveau départemental et 48,5 % au niveau national). Sur les 309 bâtiments dénombrés sur la commune en 2019, 267 sont en aléa moyen ou fort, soit 86 %, à comparer aux 70 % au niveau départemental et 54 % au niveau national. Une cartographie de l'exposition du territoire national au retrait gonflement des sols argileux est disponible sur le site du BRGM,.
Concernant les mouvements de terrains, la commune a été reconnue en état de catastrophe naturelle au titre des dommages causés par la sécheresse en 1992 et par des mouvements de terrain en 1999.

#### Risques technologiques
Le risque de transport de matières dangereuses sur la commune est lié à sa traversée par des infrastructures routières ou ferroviaires importantes ou la présence d'une canalisation de transport d'hydrocarbures. Un accident se produisant sur de telles infrastructures est en effet susceptible d’avoir des effets graves au bâti ou aux personnes jusqu’à 350 m, selon la nature du matériau transporté. Des dispositions d’urbanisme peuvent être préconisées en conséquence.

## Toponymie
À l'époque romaine, Donnemain s'appelait Dominum Mametem, Domiemanum dès 1120, Donamen vers 1140, Dunemein vers 1180, Donemein en 1202, Domiemen en 1226, Domma Manus vers 1250, Saint Mamert en 1372, Donnemoien en 1327, Sanctus Mames propre Castridunum en 1432, Dommain en 1440, Saint Mémer en 1521, Saint Mamets en 1546, Dommain ou Saint Mamès ou Saint Mamets en 1682, Donnemain Saint Mamest en 1792.
Donnemain est un hagiotoponyme caché, on a ici l’évolution de Domnum Mametum, Saint mamert (ou Mamet). Don est domnum (saint), nemain est une corruption de l’ancien Mamet. Rappelons, avec le Centre des Archives nationales chargé de l’étude des noms de lieux, que Donnemain est la plus ancienne forme du mot signifiant « Saint Mamès ».
 
Quant l’évolution en Donnemain ne fut plus comprise à la fin du XIVe siècle, on jugea utile d’ajouter clairement le nom du saint, si bien que le saint patron est nommé deux fois. Donnemain-Saint-Mamès est donc un pléonasme.
Une légende veut que du fait de l’absence de pont sur la Conie, il existait de nombreux endroits à gué. L'ermite, Saint-Mamès tendait la main aux voyageurs, surtout par les nuits sans lune, et les aidait à franchir le gué. Cette action de « donner la main » aurait donné son nom au bourg par la suite.

## Histoire

### Ancien Régime
Le 23 mai 1762 en début d'après-midi, un orage d'une rare violence s'abattit sur le village et les environs ; la moitié des récoltes furent détruites et la Conie en sortant de son lit ravagea les bonnes terres. Cet épisode climatique fut mentionné par le curé d'alors dans son registre des baptêmes, mariages et sépultures.

### Époque contemporaine

#### XXesiècle
Entre le 29 janvier 1939 et le 8 février, plus de 2 000 réfugiés espagnols fuyant l'effondrement de la république espagnole devant les troupes de Franco, arrivent en Eure-et-Loir. Devant l'insuffisance des structures d'accueil (le camp de Lucé et la prison de Châteaudun rouverte pour l’occasion), 53 villages sont mis à contribution, dont Donnemain. Les réfugiés, essentiellement des femmes et des enfants (les hommes sont désarmés et retenus dans le sud de la France), sont soumis à une quarantaine stricte, vaccinés, le courrier est limité, le ravitaillement, s'il est peu varié et cuisiné à la française, est cependant assuré. Une partie des réfugiés rentrent en Espagne, incités par le gouvernement français qui facilite les conditions du retour, mais en décembre, 922 ont préféré rester et sont rassemblés à Dreux et Lucé.

## Politique et administration

### Liste des maires
| Période                                  | Période      | Identité          | Étiquette | Qualité                    |
| ---------------------------------------- | ------------ | ----------------- | --------- | -------------------------- |
| Les données manquantes sont à compléter. |              |                   |           |                            |
| Mars 2001                                | Juillet 2020 | Jean-Paul Dupont  | SE        | Retraité Fonction publique |
| Juillet 2020                             | En cours     | Philippe Brochard |           |                            |

## Population et société

### Démographie
| 1793 | 1800 | 1806 | 1821 | 1831 | 1836 | 1841 | 1846 | 1851 |
| ---- | ---- | ---- | ---- | ---- | ---- | ---- | ---- | ---- |
| 400  | 404  | 428  | 447  | 470  | 525  | 505  | 525  | 577  |

| 1856 | 1861 | 1866 | 1872 | 1876 | 1881 | 1886 | 1891 | 1896 |
| ---- | ---- | ---- | ---- | ---- | ---- | ---- | ---- | ---- |
| 556  | 557  | 560  | 549  | 527  | 507  | 543  | 484  | 454  |

| 1901 | 1906 | 1911 | 1921 | 1926 | 1931 | 1936 | 1946 | 1954 |
| ---- | ---- | ---- | ---- | ---- | ---- | ---- | ---- | ---- |
| 452  | 443  | 414  | 374  | 369  | 407  | 377  | 397  | 364  |

| 1962 | 1968 | 1975 | 1982 | 1990 | 1999 | 2004 | 2006 | 2009 |
| ---- | ---- | ---- | ---- | ---- | ---- | ---- | ---- | ---- |
| 377  | 385  | 430  | 453  | 638  | 611  | 590  | 594  | 669  |

| 2014 | 2019 | 2022 | - | - | - | - | - | - |
| ---- | ---- | ---- | - | - | - | - | - | - |
| 704  | 659  | 661  | - | - | - | - | - | - |

### Enseignement
La direction académique de l'Éducation nationale d'Eure-et-Loir a mis en place un regroupement scolaire avec la commune voisine de Moléans.

## Culture locale et patrimoine

### Lieux et monuments

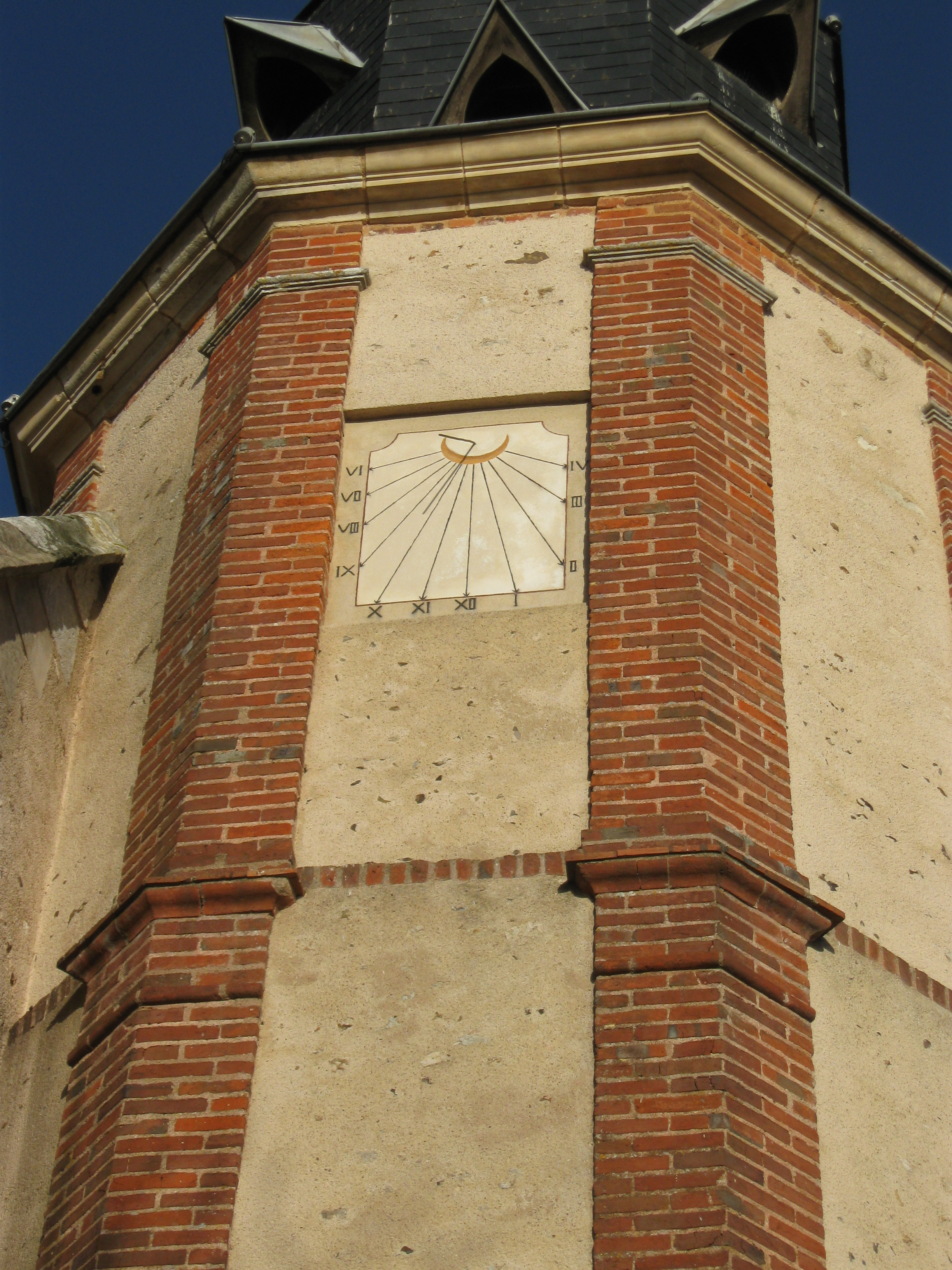
Cadran solaire de l'église.

- Église de Saint-Mamès à Donnemain.